# لیوبیمویه
لیوبیمویه (به لاتین: Lyubimoye) یک منطقهٔ مسکونی در روسیه است که در استان آمور واقع شده‌است.